# (104) Klymene
(104) Klymene – planetoida pasa głównego planetoid. 

## Odkrycie
Została odkryta 13 września 1868 roku w Detroit Observatory w mieście Ann Arbor przez Jamesa Watsona. Nazwa planetoidy pochodzi od imienia Klymene, nimfy morskiej z mitologii greckiej.

## Orbita
(104) Klymene jest obiektem o średnicy ok. 124 km, krążącym w średniej odległości 3,15 jednostek astronomicznych od Słońca, na którego okrążenie potrzebuje prawie 5 lat i 217 dni. Wykonuje jeden pełny obrót wokół własnej osi w czasie prawie 9 godzin. Planetoida należy do rodziny planetoidy Themis.